# Стремц (комуна)
Стремц (рум. Stremț) — комуна у повіті Алба в Румунії. До складу комуни входять такі села (дані про населення за 2002 рік):
- Джоаджу-де-Сус (792 особи)
- Джомал (451 особа)
- Стремц (1484 особи) — адміністративний центр комуни
- Фаца-П'єтрій (95 осіб)

Комуна розташована на відстані 276 км на північний захід від Бухареста, 16 км на північ від Алба-Юлії, 61 км на південь від Клуж-Напоки.

## Населення
За даними перепису населення 2002 року у комуні проживали 2822 особи.
Національний склад населення комуни:
| Національність | Кількість осіб | Відсоток |
| -------------- | -------------- | -------- |
| румуни         | 2794           | 99,0%    |
| угорці         | 20             | 0,7%     |
| цигани         | 6              | 0,2%     |
| німці          | 2              | 0,1%     |

Рідною мовою назвали:
| Мова      | Кількість осіб | Відсоток |
| --------- | -------------- | -------- |
| румунська | 2802           | 99,3%    |
| угорська  | 19             | 0,7%     |
| німецька  | 1              | < 0,1%   |

Склад населення комуни за віросповіданням:
| Релігія                                       | Кількість осіб | Відсоток |
| --------------------------------------------- | -------------- | -------- |
| православні                                   | 2771           | 98,2%    |
| греко-католики                                | 13             | 0,5%     |
| п'ятдесятники                                 | 11             | 0,4%     |
| адвентисти                                    | 9              | 0,3%     |
| реформати                                     | 4              | 0,1%     |
| римо-католики                                 | 2              | 0,1%     |
| унітарії                                      | 2              | 0,1%     |
| бретрени                                      | 1              | < 0,1%   |
| лютерани (Синодально-пресвітеріанська церква) | 1              | < 0,1%   |